# 해피 핑크
해피 핑크는 미국의 세계적인 색채 연구소이자 색상회사인 팬톤(Pantone)의 191C로 인쇄할 경우 색깔 농도 배합을 'C0(밝은 파랑 0) M85(밝은 자주 85) Y30(노랑 30) K0(검정 0)'으로 하면 보여지는 분홍색 계열의 색상이다. 기존의 빨간색에 흰색을 섞은 파스텔톤의 핑크가 해피 핑크이다. 미래통합당이 정당 상징색으로 사용하면서 "자유를 원하는 국민과 미래통합당의 자유대한민국을 지키고자 하는 DNA가 국민들의 가슴속에 번져가고, 이것이 바로 국민 행복을 추구하는 '해피 핑크'로 미래통합당의 상징색"이라고 밝혔다.